# Insurrección de Jeju
La Insurrección de Jeju o Masacre de Jeju (o Cheju) fue una rebelión acaecida en la isla de Jeju, Corea del Sur, que se inició el 3 de abril de 1948. Entre 30 000 y 60 000 personas murieron durante la misma como resultado de la represión de los insurrectos por parte del Ejército de Corea de Sur. La rebelión se prolongó hasta mayo de 1949, si bien pequeños focos aislados de enfrentamientos continuaron hasta 1953.

## Contexto
El 4 de noviembre de 1947, las Naciones Unidas adoptaron la Resolución n.º 112 que pedía la celebración de elecciones bajo la supervisión de la Comisión de las Naciones Unidas. La Unión Soviética se niega a cumplir y niega el acceso de la comisión a la parte norte del país. Como resultado, la asamblea de las Naciones Unidas adopta una nueva resolución llamando a la organización de elecciones en áreas accesibles a ella, es decir, aquellas bajo el control del gobierno militar del ejército de los Estados Unidos, USAMGIK. Estas elecciones se realizaron el 10 de mayo de 1948. En la zona norte, el comité popular provisional organizó elecciones legislativas el 25 de agosto de 1948, obteniendo los candidatos apoyados por el gobierno el 86,3% de los votos para una participación del 99,6%. También se organizan clandestinamente en el sur.
Molesto por esta partición de la península, el Partido de los Trabajadores de Corea del Sur planea realizar mítines el 1 de marzo para protestar contra las elecciones del 10 de mayo. La detención de 2.500 cuadros del partido y la muerte de tres de ellos puso fin a este movimiento.

## Levantamiento
El 3 de abril de 1948 en Jeju, la policía disparó contra los manifestantes que conmemoraban la lucha de los coreanos contra el ocupante japonés. Indignados, los vecinos atacaron 12 comisarías. Durante los combates, un centenar de policías y civiles murieron. Los rebeldes también quemaron los centros de votación para las próximas elecciones y atacaron a los políticos y sus familias. También hicieron un llamado pidiendo a la población levantarse contra el gobierno militar estadounidense.
Esta llamada del partido de los trabajadores fue bien recibida por la población local gracias al resentimiento hacia el gobierno y las fuerzas policiales sospechosas de haber colaborado demasiado voluntariamente con los japoneses. La fuerte tributación de los productos agrícolas también influyó.
El gobierno trató de encontrar una solución rápida a esta insurrección y envió 3000 soldados del regimiento de gendarmería para apoyar a las fuerzas policiales. Sin embargo, el 29 de abril, varios cientos de soldados se rebelaron y proporcionaron una cantidad significativa de armas pequeñas a los rebeldes. El gobierno de Seúl también envió una fuerza paramilitar de la Asociación de Jóvenes del Noroeste, formada por refugiados anticomunistas del norte de Corea. Los miembros de este grupo mataron a los residentes antes de concertar un matrimonio forzado con un miembro de la familia para que pudiera heredar la tierra.
Poco después de las elecciones, el 15 de mayo, los rebeldes mataron a 35 policías y extremistas de derecha. El 16 de mayo, la policía arrestó en dos aldeas a 169 habitantes sospechosos de apoyar la insurrección. En junio, un informe del coronel Rothwell H. Brown indica que 4.000 personas fueron interrogadas por el ejército. «Nos enteramos que en abril se creó un ejército democrático del pueblo, que está integrado por 4000 personas mal armadas ya que sólo 400 de ellas tienen arma de fuego. El Partido de los Trabajadores tenía entonces entre 60 y 70.000 miembros en Jeju distribuidos en cada aldea en comités populares».
Brown instruyó intensificar las acciones para aislar a la guerrilla de los pobladores, evitar que la guerrilla se abasteciera y seguir interrogando a los presos. 3.000 personas fueron detenidas entre el 28 de mayo y finales de julio. El teniente general Kim Ik Ruhl, comandante de las tropas surcoreanas en la isla, encabezó las negociaciones con los rebeldes. Se reunió varias veces con Kim Dal-Sam, miembro del partido de los trabajadores, pero no llegaron a un acuerdo. El gobierno quería la rendición total mientras que los rebeldes exigían el desarme de la policía local, la dimisión de todos los funcionarios de la isla, la proscripción de los grupos paramilitares y la reunificación de la península. El general Kim Ik Ruhl fue repentinamente llamado a Seúl por su enfoque conciliador y se sorprendió al ver que su reemplazo organizó una ofensiva sostenida contra los rebeldes a fines del verano. El 15 de agosto de 1948 se disolvió el Gobierno Militar Provisional del Ejército de los Estados Unidos y Syngman Rhee se convirtió en el primer presidente de la República de Corea.
Los guerrilleros habían creado campamentos en las montañas mientras que las fuerzas gubernamentales ocupaban los pueblos de la costa. Las comunidades campesinas entre la costa y las sierras formaron, por tanto, el principal campo de batalla. En octubre de 1948, el ejército rebelde estaba formado por unos 4.000 combatientes y, aunque muchos estaban mal armados, ganaron algunas pequeñas batallas contra el ejército. A fines del otoño, los rebeldes comenzaron a ponerse abiertamente del lado de Corea del Norte y a portar su bandera.
En la primavera de 1949, sin embargo, llegaron cuatro batallones del ejército de Corea del Sur para reforzar las fuerzas que ya estaban allí. Juntos, superan rápidamente a los rebeldes. El 17 de agosto de 1949 el movimiento colapsó tras el asesinato de uno de sus principales líderes, Yi Tuk-ku. El gobernador de Jeju estima que 60.000 habitantes fueron asesinados y que 40.000 se fueron a Japón. 

## La reconciliación
Uno de los primeros actos oficiales de la Asamblea Nacional de Corea del Sur fue la aprobación de la Ley de Traidores a la Nación en 1948 que, entre otras medidas, prohibió el Partido de los Trabajadores. Durante casi 50 años, las personas que mencionaron las masacres podían ser torturadas y condenadas a largas penas de prisión. Estos eventos fueron ignorados en gran medida por el gobierno. En 1992, el gobierno del presidente Roh Tae-woo cerró una cueva donde se habían descubierto los restos de las víctimas. Pero después de la democratización de la década de 1990, el gobierno se disculpó repetidamente por la represión y se están realizando esfuerzos para reevaluar el alcance de los hechos y compensar a los sobrevivientes. En marzo de 2009, una comisión de la verdad y la reconciliación confirmó su informe de que "al menos 20.000 personas encarceladas por participar en los levantamientos de Jeju, Yeosu y Suncheon o acusadas de ser comunistas fueron masacradas en 20 prisiones de todo el país" cuando comenzó la guerra de Corea.
La comisión de la verdad reporta 14.373 víctimas, 86% por las fuerzas de seguridad y 14% por los rebeldes y estima el total de muertos en 30.000. El 70% de las 230 aldeas fueron quemadas y 39.000 casas destruidas.